# Liu Jia
Liu Jia (Pequim, 16 de Fevereiro de 1982) é uma mesa-tenista chinesa naturalizada austríaca, campeã européia (2005).